# Hannah Emily Anderson
Hannah Emily Anderson, nota anche con lo pseudonimo di Hannah Anderson (Winnipeg, 1º settembre 1989), è un'attrice canadese.
È conosciuta per i suoi ruoli nei film Saw Legacy, What Keeps You Alive, e nella serie The Purge.

## Le origini
Emily è nata in Winnipeg (Canada), e si e diplomata alla George Brown Theatre School, a Toronto.

## Carriera
Nel gennaio del 2017, Emily si unisce al cast di Saw Legacy, l'ottavo capitolo della saga cinematografica di Saw L'enigmista, coprendo il ruolo di Eleanor Bonneville.
A giugno 2017, Emily è stata scelta per il ruolo di Jackie nel film horror del 2018 What Keeps You Alive, insieme alla sua co-protagonista di Jigsaw, Brittany Allen.
Il film è uscito su larga scala nell'agosto 2018, ed ha ricevuto recensioni positive dalla critica.
Nell'aprile 2018, Emily è stata scelta per interpretare Jenna Betancourt nella serie horror The Purge. La serie è basata sul franchise omonimo.
La serie è andata in onda per due stagioni, ed è stata cancellata a maggio 2020.
Anderson ha recitato nel ruolo di Joy nel film horror del 2022 Dark Nature.

## Filmografia

### Cinema
- Saw Legacy, regia di Michael e Peter Spierig (2017)
- Love of My Life, regia di Joan Carr-Wiggin (2017)
- What Keeps You Alive, regia di Colin Minihan (2018)
- X-Men: Dark Phoenix, regia di Simon Kinberg (2019)
- The Curse Of Audrey Earnshaw, regia di Thomas Robert Lee (2020)
- Dark Nature, regia di Berkley Brady (2022)
- Return to Silent Hill, regia di Christophe Gans (2022)[8]

### Televisione
- Saving Hope – serie TV, episodio 1x11 (2012)
- Republic of Doyle – serie TV, episodio 4x09 (2013)
- Il caso di Lizzie Borden (Lizzie Borden Took an Ax), regia di Nick Gomez – film TV (2014)
- Reign – serie TV, episodi 1x14-1x15 (2014)
- Lost Girl – serie TV, episodi 5x02-5x10 (2014-2015)
- Gangland Undercover – serie TV, 8 episodi (2016)
- Shoot the Messenger – serie TV, 8 episodi (2016)
- The Purge – serie TV, 10 episodi (2018)
- Hudson & Rex – serie TV, episodio 2x14 (2020)
- Frankie Drake Mysteries – serie TV, episodio 4x03 (2021)
- Smoke - Tracce di fuoco (Smoke), regia di Kari Skogland, Joe Chappelle e Jim McKay – miniserie TV (2025)

## Doppiatrici italiane
Nelle versioni in italiano dei suoi film, Hannah Emily Anderson è stata doppiata da:
- Gaia Bolognesi in Saw Legacy